# 徐昌图
徐昌图（?—?），五代十国后期平海军泉州莆田县人。晚唐文学家徐夤曾孙。
徐昌图与兄徐昌嗣、徐昌燧等五人皆以明经入仕，并有才名。起初在平海军节度使陈洪进属下任职。陈洪进派遣他奉表入宋进贡，宋太祖把他留在汴京，任命他为国子博士，后升为殿中丞。
徐昌图喜欢作词，风格隽美，为五代词坛少有的名手，启北宋一代词风。其词仅存三首，收入《全唐诗》卷898中，也收入《尊前集》中。